# Ozicrypta palmarum
Ozicrypta palmarum is een spinnensoort uit de familie Barychelidae. De soort komt voor in het Noordelijk Territorium.